# Naja atra
Naja atra este o specie de șerpi din genul Naja, familia Elapidae, descrisă de Theodore Edward Cantor în anul 1842. Conform Catalogue of Life specia Naja atra nu are subspecii cunoscute.

## Galerie

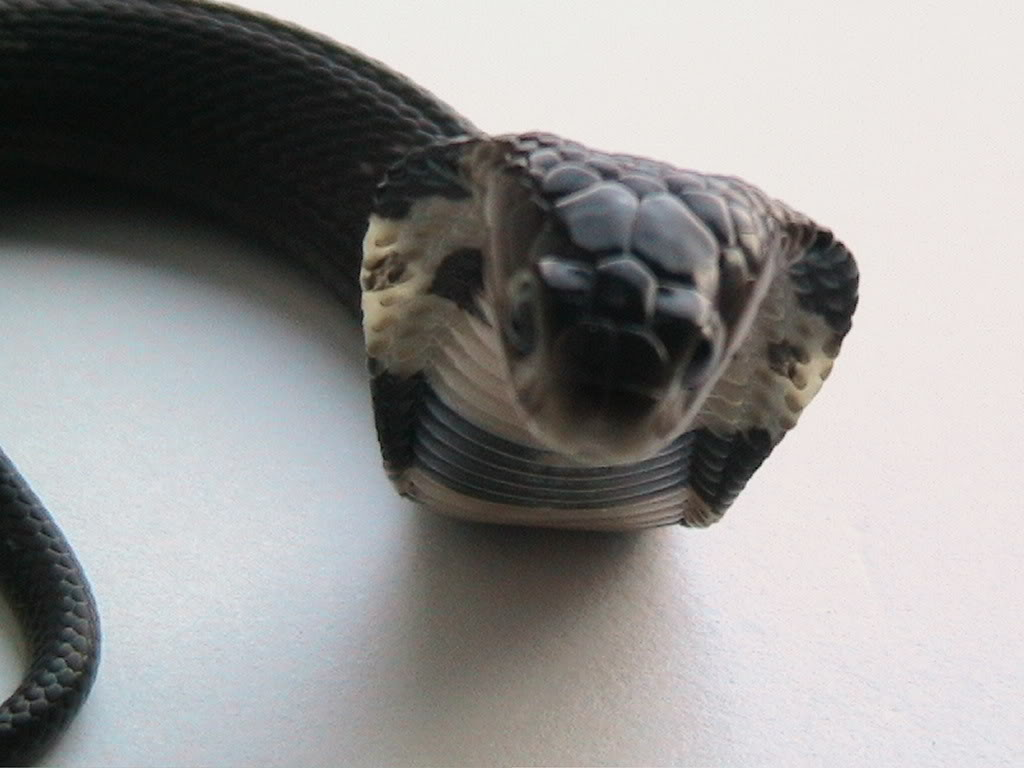
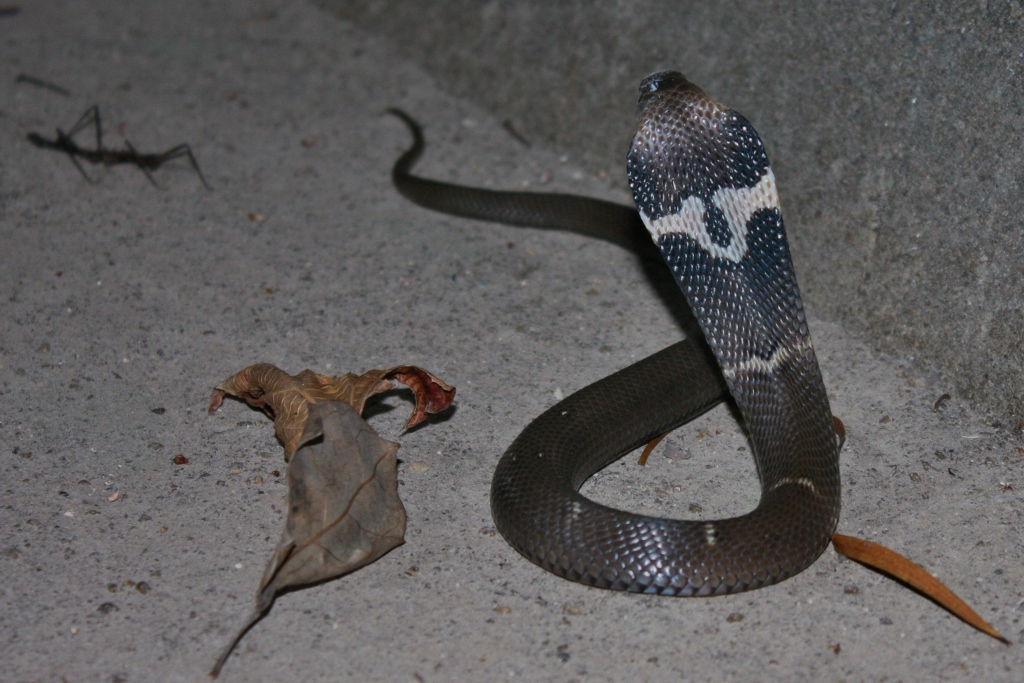
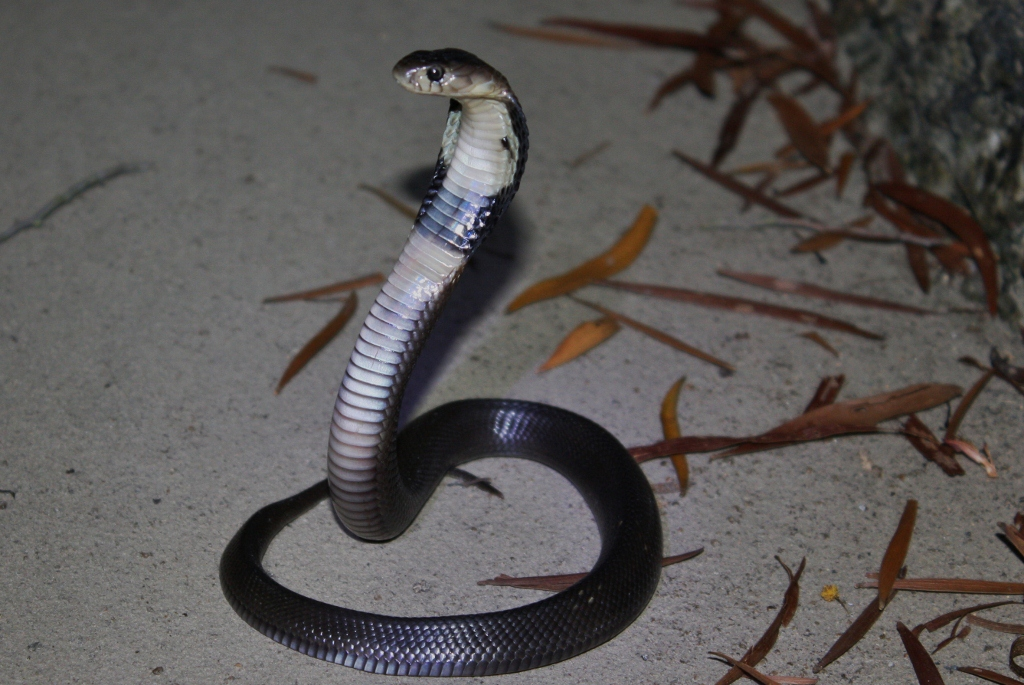
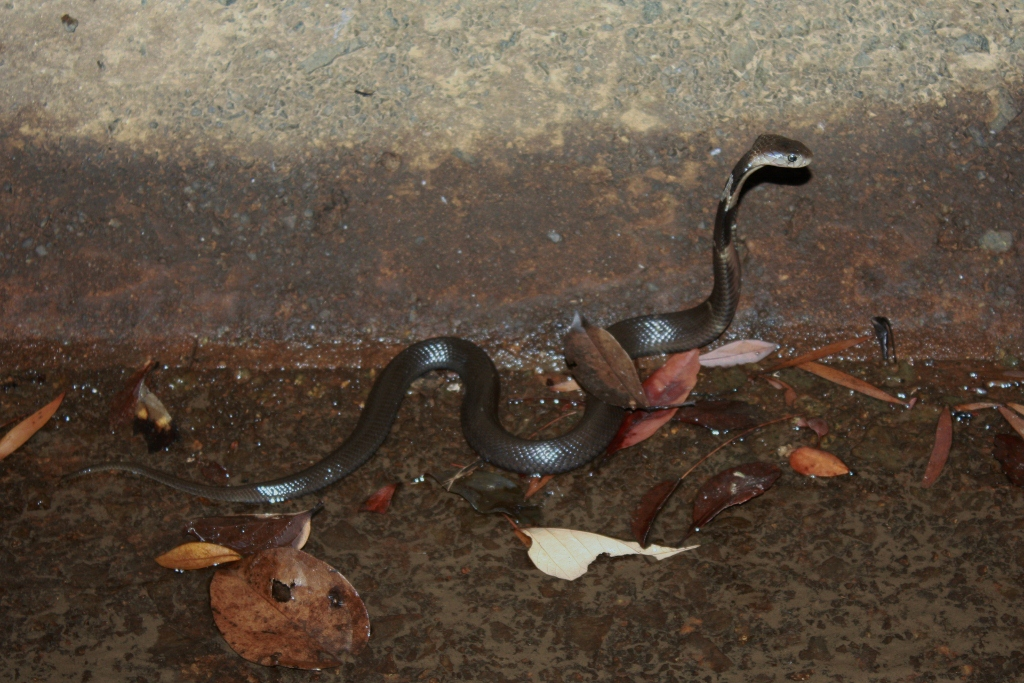
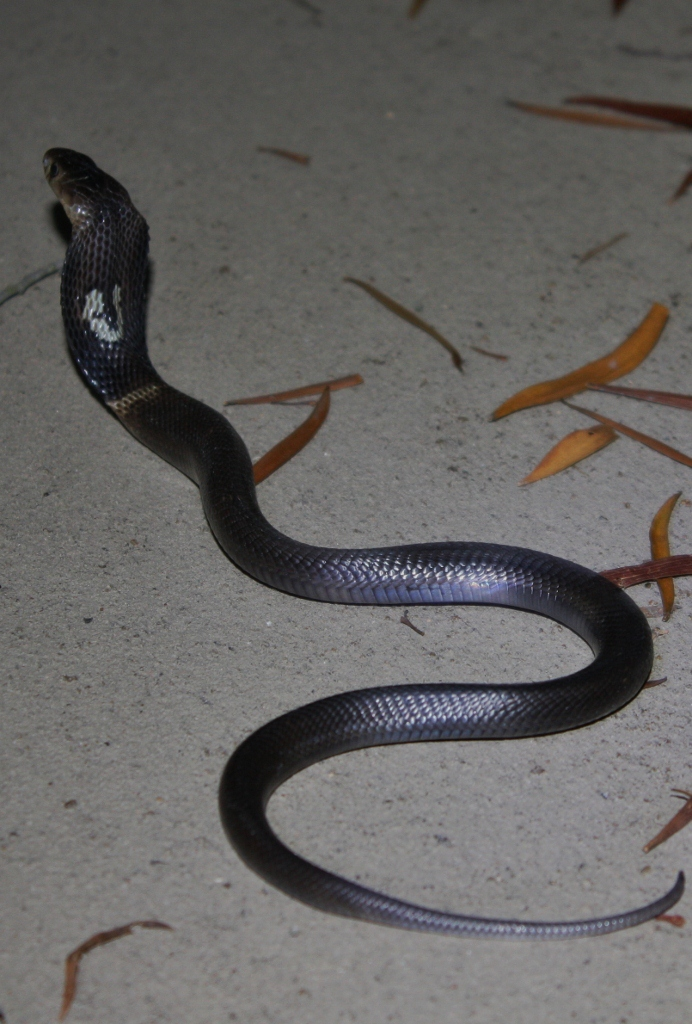
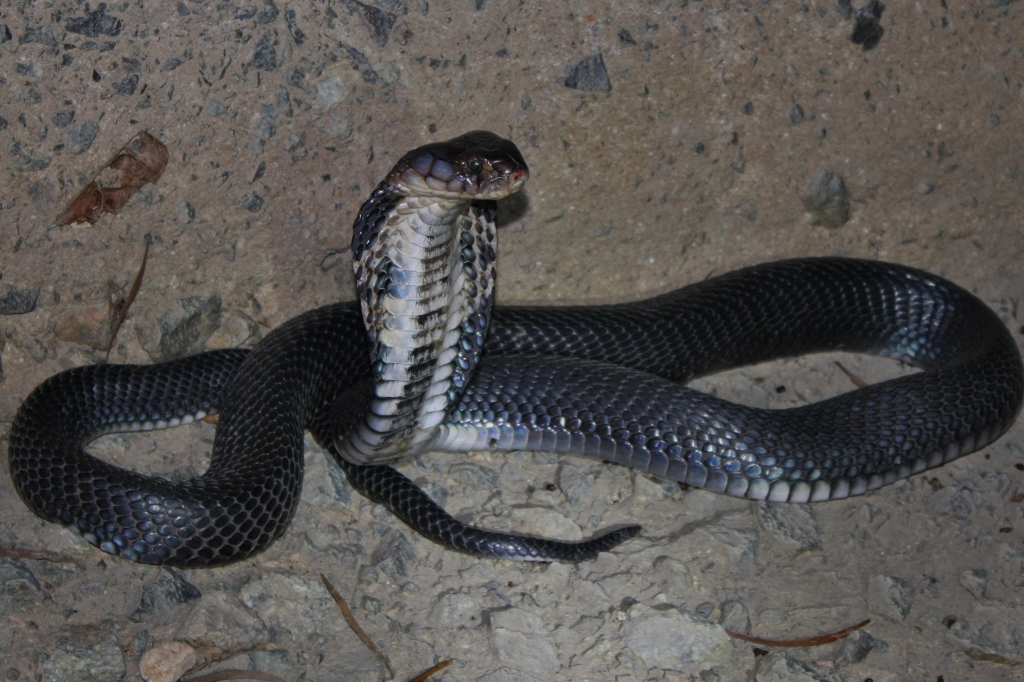